# Ctenophorus nguyarna
Espèce
Ctenophorus nguyarna est une espèce de sauriens de la famille des Agamidae.

## Répartition
Cette espèce est endémique d'Australie-Occidentale. Elle se rencontre dans les environs du lac Disappointment.

## Publication originale
- Doughty, Maryan, Melville & Austin, 2007 : A new species of Ctenophorus (Lacertlia: Agamidae) from Lake Disappointment, Western Australia. Herpetologica, vol. 63, no 1, p. 72-86.